# Дзэнлха
Дзэнлха (тиб. བཙན་ལྷ་རྫོང་།, Вайли: btsan lha, тиб. пиньинь: Zainlha) или Сяоцзинь (кит. упр. 小金, пиньинь Xiǎojīn) — уезд Нгава-Тибетско-Цянского автономного округа провинции Сычуань (КНР). Правление уезда размещается в посёлке Мэйсин.

## История
В 1914 году был образован уезд Маогун (懋功县). В 1950 году был создан Специальный район Маосянь (茂县专区), и уезд вошёл в его состав. В 1953 году Специальный район Маосянь был преобразован в Тибетский автономный район провинции Сычуань (四川省藏族自治区), а уезд Маогун был переименован в Сяозинь. В 1955 году была расформирована провинция Сикан, а её территория была присоединена к провинции Сычуань; так как в провинции Сикан также имелся Тибетский автономный район, то Тибетский автономный район провинции Сычуань был преобразован в Нгава-Тибетский автономный округ (阿坝藏族自治州). В 1987 году Нгава-Тибетский автономный округ был переименован в Нгава-Тибетско-Цянский автономный округ.

## Административное деление
Уезд делится на 3 посёлка и 18 волостей.